# Сари-д’Орчино
Сари-д’Орчино (фр. Sari-d'Orcino, корс. Sari d'Urcinu) — коммуна во Франции, находится в регионе Корсика. Департамент коммуны — Южная Корсика. Входит в состав кантона Севи-Сорру-Чинарка. Округ коммуны — Аяччо.
Код INSEE коммуны — 2A270.

## Население
Население коммуны на 2008 год составляло 307 человек.
| 1962 | 1968 | 1975 | 1982 | 1990 | 1999 | 2008 |
| ---- | ---- | ---- | ---- | ---- | ---- | ---- |
| 284  | 301  | 282  | 218  | 236  | 259  | 307  |

## Экономика

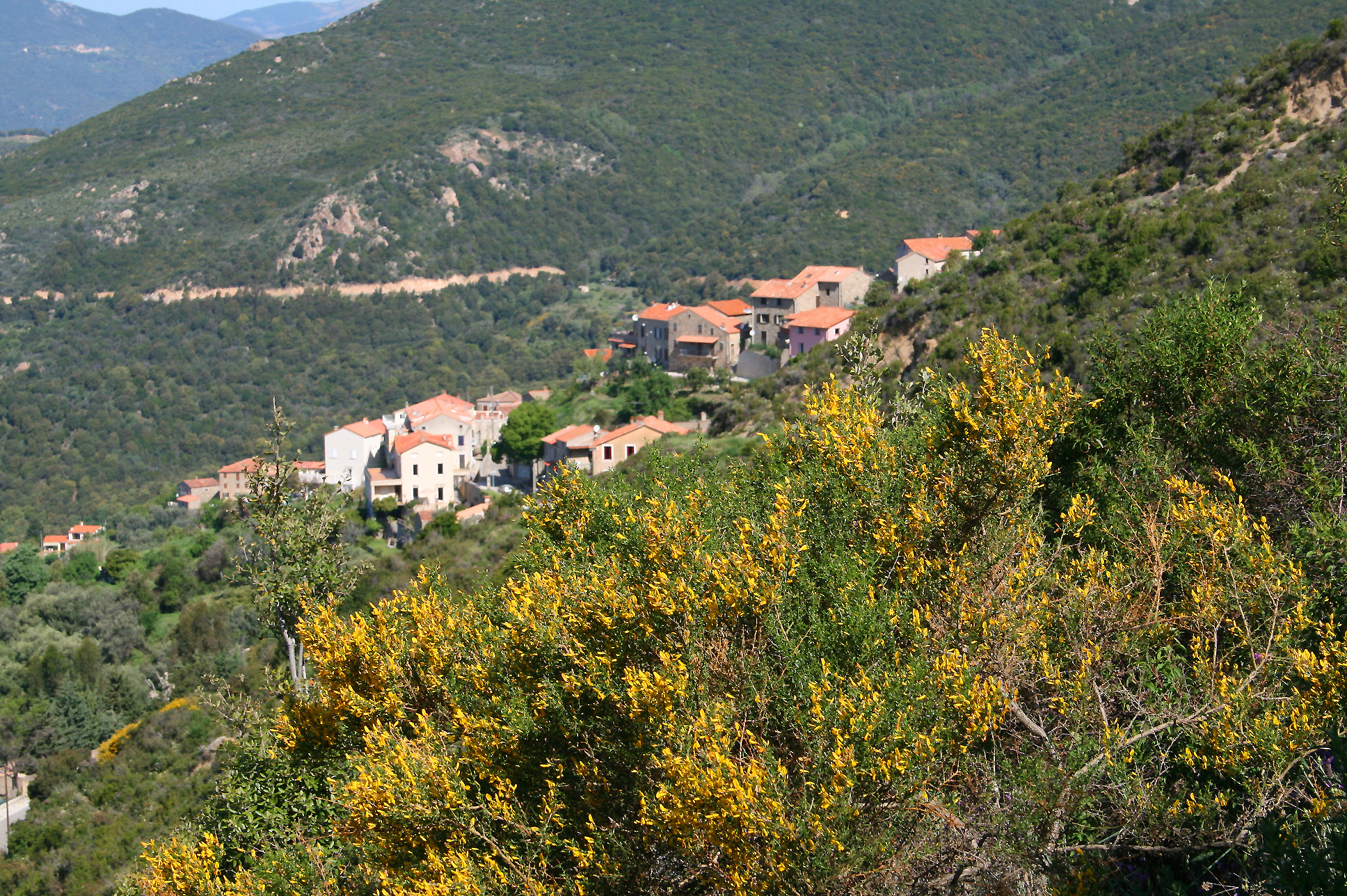
Сари-д’Орчино

В 2007 году среди 179 человек в трудоспособном возрасте (15—64 лет) 114 были экономически активными, 65 — неактивными (показатель активности — 63,7 %, в 1999 году было 56,1 %). Из 114 активных работали 101 человек (62 мужчины и 39 женщин), безработных было 13 (3 мужчины и 10 женщин). Среди 65 неактивных 10 человек были учениками или студентами, 29 — пенсионерами, 26 были неактивными по другим причинам.
В 2008 году в коммуне насчитывалось 131 домохозяйство, в которых проживало 307 человек, медиана доходов составляла 16 062 евро на одного человека.